# 志土地真优
志土地真优（日语：／ Shidochi Mayu，1997年6月22日—），旧姓向田（日语：／ Mukaida），是一名日本女子摔跤运动员。她来自三重县四日市市。她的教练是吉村祥子。

## 经历
向田真优年幼时在母亲和姐姐的影响下开始练空手道。到了5岁的时候，在她的父亲——一位巴西柔术运动员的建议下，她改练摔跤。进入小学后，她在摔跤方面的才能显现了出来。8岁时，当时是小学2年级学生的向田在2005年三重县大会上第一次夺得金牌。后来，她在全国少年少女摔跤大赛上取得四连冠的成绩，这使得日本摔跤协会（日本レスリング協会）事务局次长菅芳松向日本奥委会的精英学校推荐了她。当向田真优还是小学生的时候，她是四日市少年摔跤俱乐部的成员，同时又在其他的俱乐部练习。2010年4月，她进入了精英学校。在进入精英学校的第一年，她只夺得过一次冠军，其他时候均是拿亚军。2011年12月4日，她在全国中学生选拔锦标赛（全国中学選抜選手権）52公斤级比赛中夺得冠军，并得到由大赛会长颁发的最佳女摔跤运动员的称号。
2012年5月29日，东京申办2020年奥林匹克运动会委员会开始采用全新的标志和口号。在那时，包括向田真优在内的4名精英学校的学生参加了委员会举办的标志和口号的发表会，在会上，她说：“我为了能在同一个舞台上战斗而不断地练习。我想要在奥运会上拿金牌。”2012年8月，她在阿塞拜疆首都巴库举办的世界青少年摔跤锦标赛52公斤级比赛中夺得冠军。
2013年8月，向田真优在长崎县岛原复兴体育馆（島原復興アリーナ）举办的全国高等学校综合体育大会的52公斤级比赛上夺得冠军。当时，女子摔跤开始成为这项赛事的表演项目，而她是这个项目的第一个获胜者，同时她又赢得最优秀选手的称号。同月，她又在塞尔维亚城市兹雷尼亚宁举办的世界青少年摔跤锦标赛52公斤级决赛中击败俄罗斯选手路易莎·苏雷曼诺娃（Luiza Suleymanova），成功卫冕该项赛事。同年12月21日，她在全日本摔跤锦标赛（全日本レスリング選手権大会）51公斤级比赛中对阵宫原优。虽然她在一开始以6比3领先对手，但宫原在比赛的最后1秒得到3分，使得她与冠军失之交臂。
2014年3月1日，向田真优在瑞典举办的克利潘女子摔跤公开赛青少年组52公斤级比赛中取得三连胜。2014年5月，她又在亚洲青少年锦标赛上赢得冠军并获得南京青奥会摔跤比赛的参赛资格。在2014年6月的全日本选拔锦标赛摔跤53公斤级的半决赛中，她不敌九州共立大学的，无缘决赛。三四名比赛中，她战胜早稻田大学的田中亚里沙，最后获得第三名。
2014年8月26日，向田真优在2014年夏季青年奧林匹克運動會女子52公斤級自由式角力比賽的预赛中连赢三盘，以小组第一的身份晋级决赛。决赛中，她又战胜阿塞拜疆选手莱拉·古尔巴诺娃（Leyla Gurbanova）并获得一枚金牌。
2015年1月，向田在俄罗斯克拉斯諾亞爾斯克举行的亚雷金黄金大奖赛（Golden Grand Prix Ivan Yarygin）的女子53公斤级比赛上获得亚军。同年2月15日，她在克利潘女子摔跤公开赛成年组53公斤级比赛上击败中国选手庞倩玉，第一次在成年组获得冠军。根据國際角力總會于同年3月3日发布的女子摔跤世界排名（截至2015年2月），向田真优在53公斤级位列第10名。
2016年9月，向田在法国马孔举办的世界青年摔跤锦标赛上获得55公斤级的冠军。三个月后，她又出现在了成年组世界摔跤锦标赛的赛场上，在女子55公斤级的决赛中她表现出色，一举击败了2014年和2015年世锦赛该项目银牌得主Irina Ologonova，首次夺得世界冠军，不久之后，她又在日本全国摔跤锦标赛上夺冠。
2017年8月，向田再次出战世界摔跤锦标赛，在53公斤级决赛对阵白俄罗斯选手娃涅萨·卡拉济恩斯卡娅的比赛中，她一开始以6比0领先，然而在后面阶段她连丢8分被对手逆转，获得亚军。一年后的布达佩斯世锦赛，她再度闯入决赛，最终以12比2击败白俄罗斯选手Zalina Sidakova，重夺女子55公斤级冠军。2019年6月，她在世锦赛选拔赛中击败奥野春菜，再度入选世锦赛参赛阵容。在同年的世锦赛期间，她在53公斤级决赛对阵朝鲜选手Pak Yong-mi，最终以1比12负于对手，获得个人生涯的第二枚世锦赛银牌。

## 人物
向田真优擅长于触地得分，而且她的攻击风格也很积极。她和吉田沙保里属同一级别。她在日本国家代表团合宿的时候和吉田一起训练。而她早在小学的时候就开始和吉田交谈。吉田给予她的评价是：“她的躯干很强壮，而且平衡也很好。”
她毕业于四日市市立泊山小学及东京都北区立稻付中学。2014年时，她是东京安部学院高等学校的二年级学生。为了在奥运会上夺得金牌，她进入了为日本顶级运动员提供特训的JOC精英学校（JOCエリートアカデミー），而她亦从12岁开始就离开自己的家。一开始她因为远离自己的父母并且在宿舍中没有朋友而感到孤独，但她最终还是克服了困难。
向田在进入精英学校之后知道了青年奥运会的存在。之后她为了能在青奥会上拿金牌而进行大量的训练并最终如愿以偿。她的梦想是在东京举办的2020年夏季奥林匹克运动会上拿一枚金牌。